# Vilayet de Beyrouth
1888–1917
Entités précédentes :
- Vilayet de Syrie

Entités suivantes :
- Territoires ennemis occupés

Le vilayet de Beyrouth (en turc ottoman : ولايت بيروت, Vilâyet-i Beyrut) est un vilayet de l'Empire ottoman. Créé en 1888, il disparaît en 1917. Sa capitale est Beyrouth.

## Histoire

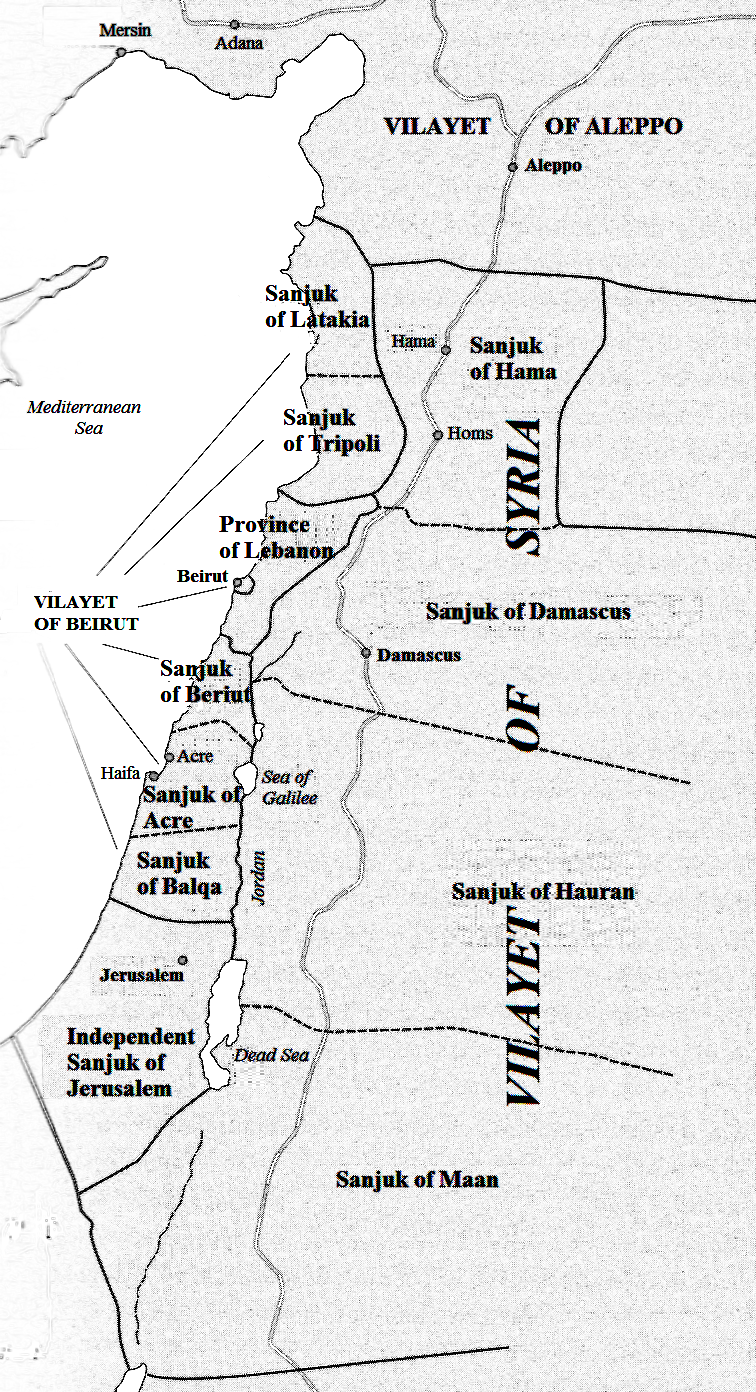
Carte du Levant ottoman vers 1914.

Le vilayet de Beyrouth est détaché en 1888 du vilayet de Syrie. Il couvre toute la région côtière de Lattaquié à Akka sauf le moutassarifat du Mont-Liban qui constitue un territoire autonome. Il constitue un carrefour de communications important avec l'ouverture du chemin de fer de Beyrouth à Damas en 1895 et de la ligne de Tripoli (Liban) à Homs  en 1911 (voir Transport ferroviaire au Liban). Le vilayet disparaît en 1917-1918 devant l'avance des armées de l'Entente lors de la Première Guerre mondiale en Orient.
En 1920, sous le mandat français, le moutassarifat du Mont-Liban est réuni aux sandjaks de Beyrouth et Tripoli pour former l'État du Grand Liban sous tutelle française.

## Subdivisions
Le vilayet est divisé en cinq sandjaks :
- Sandjak de Beyrouth
- Sandjak de Lattaquié
- Sandjak de Tripoli
- Sandjak d'Acre
- Sandjak de Naplouse

En 1872, les sandjaks d'Acre et Naplouse sont rattachés pendant deux mois à la province de Jérusalem mais Jérusalem redevient ensuite un sandjak séparé dépendant directement de Constantinople.